# Интарзија
Интарзија (итал. Intarsio) је украшавање производа столарске занатске уметности уметањем орнамената од седефа, слонове кости, разнобојних комадића дрвета, метала и др. Развијена код старих Грка и Римљана; у средњем веку занемарена; поново оживела у доба ренесансе, нарочито у Италији и Немачкој.